# Wydundra voc
Wydundra voc är en spindelart som först beskrevs av Christa L. Deeleman-Reinhold 200.  Wydundra voc ingår i släktet Wydundra och familjen Prodidomidae. Inga underarter finns listade i Catalogue of Life.